# Đavoli (glazbeni sastav)
Đavoli su rock i pop sastav iz Splita koji su osnovani 1984. godine. Originalnu postavu su činili Neno Belan (vokal, gitara), Igor Kmetić (saksofon), Dragiša Mandić (bas-gitara) i Željko Hajsok (bubnjevi). Do 1998. godine objavili su tri studijska albuma i jedan kompilacijski.

## Povijest sastava
Skupina je osnovana 1984. godine u Splitu. Prvi čovjek sastava bio je gitarist i pjevač Neno Belan. Belan je prije Đavola svirao u sastavu 'Narodno blago', s kojim je izvodio uspješnice The Ramonesa i The Rolling Stonesa. Godine 1980. otišao je na odsluženje vojnog roka, a nakon što se vratio ubrzo je osnovao Đavole. Nazvali su se po skladbi "Diavoli", koju je izvodio belgijski pjevač Rocco Granatta.

### Klupski koncerti
Prvi koncert održali su u Jedriličarskom klubu 'Bilo jidro', 27. studenog 1984. godine. Izvodili su tuđe skladbe iz pedesetih i šezdesetih godina na kojima će kasnije graditi i svoju glazbenu karijeru. Glavne skladbe bile su prepjevi talijanskih kancona i ranog rock and rolla. Kasnije su se spojili s menadžerom Robertom Čarletom (Charli), koji je stvorio njihov izgled. Čarleta je 1985. godine otvorio klub u stilu šezdesetih godina, a Đavoli su svirali u njemu. Repertoar se sastojao od twista i starog rock and rolla. U klubu dolazi do promjena u sastavu, na klavijature dolazi Zlatko Volarević (kasnije član sastava Crvena jabuka), a umjesto Željka Hajsoka, na bubnjeve dolazi Dean Radovniković. Ovo je najpoznatija postava Đavola. Osim u klubu svirali su još i po drugim splitskim prostorima poput diskoteke Shakespeare ili STOP, a kao njihovi najveći hitovi iz tog vremena bile su skladbe "Speedy Gonsales", "Lucija", Peggy Sue" i mnoge druge koje su se kasnije našle na njihovim albumima.
Već nakon prvih snimki diskografska kuća Jugoton ponudila im je ugovor, te su objavili promotivni singl na kojemu su se nalazila skladbe "Kucaj opet", "Zvuci ulice", "Večeras" i "Nebo vraća osmijeh". Producent im je bio Željko Brodarić Jappa, a skladbe su postale velike radijske uspješnice. Skladba "Kucaj opet" bila je uspješna obrada starog hita "Keep On Knockin'" i s njom su nastupili na svom prvom nastupu na televiziji u emisiji 'Stereovizija'.

### Studijski zapisi
Sredinom 1986. godine objavljuju svoj prvijenac Ljubav i moda, kojeg izdaje Jugoton, a producent je bio Ivan Stančić. Album je nazvan po jednom domaćem filmu kojeg je 1960. godine režirao Ljubomir Radičević. Album je postigao veliki uspjeh na čitavom prostoru bivše Jugoslavije. Kombinaciju višeglasnog pjevanja u maniri dalmatinskih klapa, sami su nazvali "miks mediteranske atmosfere i zapadnog načina svirke". Glazbu je napisao Belan, dok je tekstove napisao Robert Čaleta. Drugi studijski album Hallo Lulu 22 objavljuju 1987. godine. Izdaje ga Jugoton, dok je producent na materijalu bio Željko Brodarić Jappa. Naziv albumu su dali po papirićima za cigarete, koji su se proizvodili u riječkoj tvornici duhana. Ostani uz mene njihov je treći studijski album objavljen 1988. godine od izdavača Jugoton. Uoči samog snimanja materijala sastav je napustio Zlatko Volarević koji je prešao u Crvenu jabuku, a na njegovo mjesto dolazi klavijaturist Dragan Lukić, dok je na bubnjevima Deana Radovnikovića zamijenio Matko Petrić. U to vrijeme nastupaju po festivalim širom zemlje. Godine 1988. u Splitu izvode skladbu "Večeras", a Belan sudjeluje na Međunarodnom sajmu muzike (MESAM). Krajem 1988. godine doživjeli su prometnu nesreću dok su išli na koncert u Niš i zbog toga su jedno vrijeme pauzirali. Skladbu "Dugo, toplo ljeto" izvode i odnose prvo mjesto na festivalu u Splitu 1989. godine. Iste godine objavljuju kompilacijski album Balade – Kada se nađem u predjelu noći, koji sadrži i veliku uspješnicu "Dugo, toplo ljeto".

## Neno Belan i Đavoli
Početkom 1990. godine odlaze na dvomjesečnu turneju po Rusiji, a nakon što su se vratili Neno Belan se posvetio svojoj solo karijeri. Pod imenom 'Neno Belan i Đavoli' 1991. godine objavljuju maksi singl Rock galama. Iste godine na festivalu u Splitu, Belan je zajedno s Anjom Šovagović trebao izvesti skladbu "Ljubav postoji zbog nas", ali zbog Domovinskog rata festival je odgođen. Oproštajni koncert Đavoli su održali na dočeku Nove 1993. godine u novootvorenom zagrebačkom klubu Hard Rock Caffe.
Polovicom 1998. godine Đavoli se nanovo okupljaju u postavi Neno Belan (vokal), Igor Kmetić (saksofon), Dragiša Mandić (bas-gitara) i novi članovi Leo Rumora (bubnjevi), Olja Dešić (gitara) i Vedran Križan (klavijature). Iste godine objavljuju povratnički CD Space twist, na kojemu se uz nove skladbe nalaze obrade starih uspješnica "Baby I Love You" (Phil Spector), "Memphis Tennessee" (Chuck Berry), "Biondina" (Rocco Granatta). Skladbu "Jagode i čokolada" skladao je Saša Lošić, a Belan je napisao tekst i uvrstio je na popis pjesama albumu. Na splitskom festivalu izvode skladbu "Ivona" i osvajaju treće mjesto po mišljenju stručnog žirija, a sa skladbom "Nemoj mislit da je kraj" sudjeluju na Zadarfestu iste godine. Skupina se nije dugo održala, a Belan je nastavio u Rijeci raditi sa sastavom Fiumensi. Zajedno s njima objavljuje CD Luna & Stelle, kojeg izdaje Dallas Records. Dragan Lukić jedno je vrijeme surađivao s hip hop sastavom The Beat Fleet. Objavio je i solo albume Ararita (2003.) i V.I.T.R.I.O.L. (2006.) na kojemu je sa Željkom Brodarićem bio producent.

## Nagrade i priznanja
Neno Belan i Đavoli su dvostruki dobitnici hrvatske diskografske nagrade Porin za 2009. godinu:
- U kategoriji br.35: (Najbolji kompilacijski album) - The Ultimate Collection
- U kategoriji br.36: (Najbolji tematsko-povijesni album) - Đavoli 3CD Box

## Diskografija

### Albumi
- 1986. Ljubav i moda - (Jugoton)
- 1987. Hallo Lulu 22 - (Jugoton)
- 1988. Ostani uz mene - (Jugoton)
- 1989. Balade – Kada se nađem u predjelu noći (kompilacija, Jugoton)
- 1998. Space twist (Dallas Records)
- 2008. The Ultimate Collection – Neno Belan & Đavoli (kompilacija, Croatia Records)
- 2008. Đavoli 3CD Box - (kompilacija, Croatia Records.)

### Maksi singl
- 1991. "Rock galama" / "Rock'n'roll party" / "Kasno je za nas" / "The Last Goodbye" (Jugoton)

## Ostalo
2020. godine bit će praizveden mjuzikl Bambina na glazbu Đavola i teme pjesama Đavola, u izmijenjenom aranžmanu.

## Vanjske poveznice
- Diskografija sastava Đavoli